# Bụp hồng cận
Bụp hồng cận, hay còn gọi dâm bụt kép, râm bụt kép, mộc cận, hồng cận biếc (Danh pháp khoa học: Hibiscus syriacus), là một loài thực vật có hoa trong họ Cẩm quỳ. Loài này được Carl Linnaeus mô tả khoa học đầu tiên năm 1753.
Đây là loài bản địa phần lớn châu Á, nhưng không có ở Syria (mặc cho tên gọi mà Linnaeus đã đặt cho nó).

## Quốc hoa Hàn Quốc

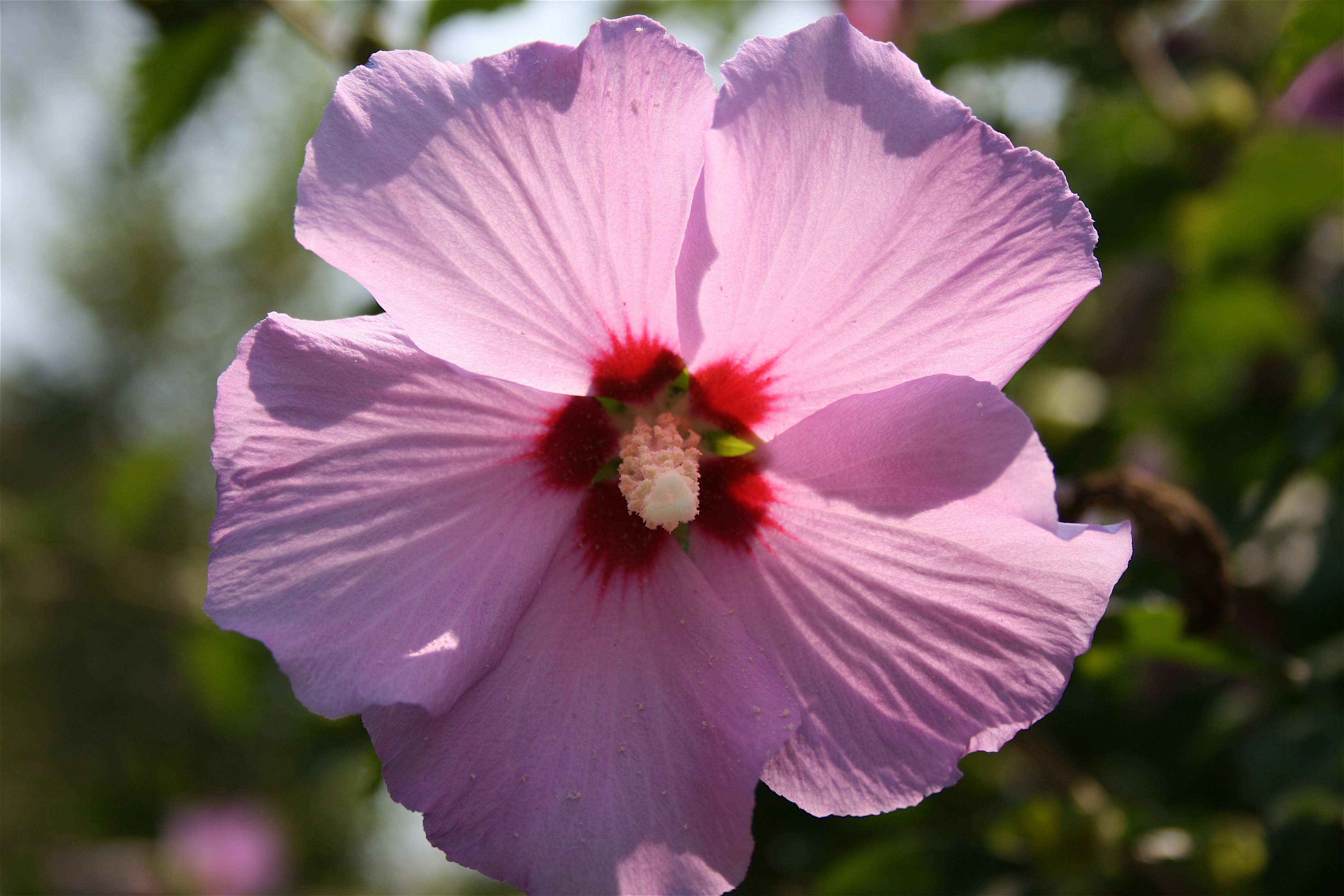
Hoa dâm bụt

Hibiscus syriacus được chọn làm quốc hoa của Hàn Quốc. Bông hoa xuất hiện trong huy hiệu của Hàn Quốc và hình ảnh đất nước Hàn Quốc cũng được so sánh nên thơ với hoa dâm bụt trong chính bài Quốc ca của quốc gia này. Ngoài ra, tên gọi của hoa dâm bụt trong tiếng Hàn là Mugunghwa (Hangul: 무궁화; Hanja: 無窮花 = vô cùng hoa). Tầm quan trọng mang tính biểu tượng của loài hoa này bắt nguồn từ từ Mugung trong tiếng Hàn, có nghĩa là "vĩnh viễn" hay "nhiều vô kể".